# Coordonnées planétographiques
 (février 2025).
Les coordonnées planétographiques sont un système de coordonnées utilisé pour cartographier et localiser un point d'une planète ou d'un satellite. Ces coordonnées sont indiquées par une longitude et une latitude planétographique d'un point. 
La longitude d'un point correspond à l'angle dièdre entre le méridien de ce point situé à la surface et un méridien origine conventionnel. Le méridien origine ou premier méridien est un méridien dont le choix est arbitraire. Elle est comptée, à partir du méridien origine de 0° à 360° dans le sens opposé à la rotation de l'astre. 
La latitude planétographique d'un point d'un astre correspond à l'angle que fait la normale à la surface en ce point avec le plan équatorial. La latitude planétographique est comptée à partir de l'équateur de l'astre, de 0°  à +90° en direction du pôle nord et de 0° à -90° en direction du pôle sud.  